# Atlantic Ocean
Atlantic Ocean var ett svenskt rockband, verksamt 1967 till 1970 och sedan bytte namn till Fläsket brinner.
Atlantic Ocean bildades 1967 ur bandet The Quints som tidigare samma år medverkat på samlingsalbumet Zingotoppen. Kvar från det tidigare bandet var Jan Bandel, Sten Bergman och Staffan Stenström och efter att Greg FitzPatrick anslutit sig sommaren 1967 ändrades namnet till Atlantic Ocean. År 1969 tillkom Björn J:son Lindh och Johnny Mowinckel, varefter de spelade in sitt enda album Tranquillity Bay, som dock gavs ut först 1970 efter att ha refuserats av CBS Records. År 1969 spelade de även in fyra låtar för Roy Anderssons film "En kärlekshistoria". Tre av spåren komponerades av Björn Isfält och det fjärde av Jan Bandel. Text till samtliga stycken skrevs av Roy Andersson. 
FitzPatrick reste därefter till Asien och J:son Lindh och Jan Bandel bildade Jason's Fleece. De övriga fortsatte att spela under namnet Atlantic Ocean tillsammans med gitarristen Bengt Dahlén, bland annat på den första Gärdesfesten 1970, men ändrade sedan namn till Fläsket brinner. FitzPatrick hade då återvänt till Sverige och bildade Handgjort. Mowinckel inledde däremot ett samarbete med Einar Heckscher i bandet Telefon Paisa, senare Sogmusobil.

## Medlemmar
- Staffan Stenström (sång, bas, gitarr)
- Greg FitzPatrick (bas, gitarr, keyboards)
- Sten Bergman (keyboards)
- Janne Bandel (trummor)
- Björn J:son Lindh (flöjt, saxofon, fiol, keyboards)
- Johnny Mowinckel (keyboards)

## Diskografi
- 1968 - Your Sister Juliet/Would You Believe It (singel, CBS 4024)
- 1970 - Wake Up In The Morning/Would You Like To Be (Staffan Stenström, singel CBS 4829)
- 1970 - Talk To Me/Oh No (singel, CBS 4831)
- 1970 - Tranquillity Bay (Love Records LRLP18)